# Morizès
Morizès (gaskognisch: Maurisèth) ist eine Gemeinde mit 531 Einwohnern (Stand: 1. Januar 2022) im französischen Département Gironde. Sie gehört zum Kanton Le Réolais et Les Bastides im Arrondissement Langon. Die Einwohner werden Morizéens genannt.

## Geografie
Morizès liegt etwa 45 Kilometer südöstlich von Bordeaux am Dropt, der die Gemeinde im Osten begrenzt. Umgeben wird Morizès von den Nachbargemeinden Saint-Exupéry im Norden, Camiran im Nordosten, Les Esseintes im Osten, Gironde-sur-Dropt im Süden und Südosten, Casseuil im Süden und Südwesten, Sainte-Foy-la-Longue im Westen sowie Saint-Laurent-du-Plan im Nordwesten.

## Bevölkerungsentwicklung
| Jahr                       | 1962 | 1968 | 1975 | 1982 | 1990 | 1999 | 2006 | 2017 |
| -------------------------- | ---- | ---- | ---- | ---- | ---- | ---- | ---- | ---- |
| Einwohner                  | 534  | 542  | 514  | 508  | 505  | 507  | 549  | 545  |
| Quellen: Cassini und INSEE |      |      |      |      |      |      |      |      |

## Sehenswürdigkeiten
- Kirche Saint-Maurice aus dem 19. Jahrhundert

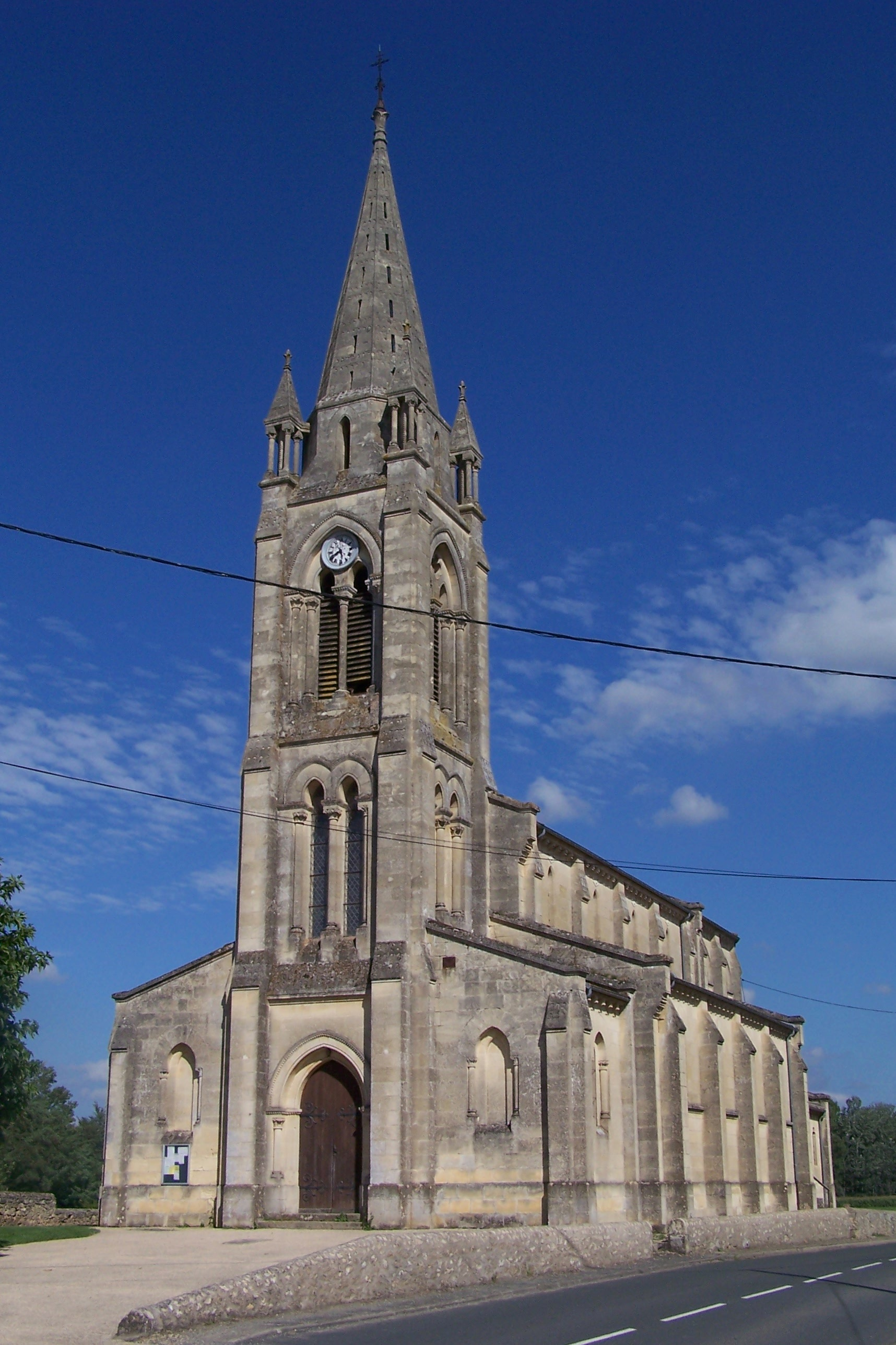
Kirche Saint-Maurice

## Persönlichkeiten
- Jean Sourbet (1900–1962), Politiker, Landwirtschaftsminister (1955/1956)